# Данто, Артур
Артур Данто (англ. Arthur Danto; 1 января 1924, Анн-Арбор — 25 октября 2013, Нью-Йорк) — американский арт-критик, искусствовед, философ.

## Биография
Вырос в Детройте. Изучал философию в Колумбийском университете, впоследствии стал профессором этого учебного заведения. Является автором книг и статей, посвящённых эстетике, искусству и философии. Первой книгой Данто была монография «Ницше как философ» (в русском переводе вышла в 2001 году).
Занимал должности вице-президента и президента Американской философской ассоциации и президента Американского эстетического общества (American Society for Aesthetics).
Был редактором Journal of Philosophy, в качестве пишущего редактора сотрудничал с журналами Naked Punch Review и «Артфорум», выступал как художественный критик на страницах «Нейшн».
За свои критические статьи в 1990 году получил Премию Национального круга книжных критиков.

## Эстетика Данто
Научные интересы учёного неоднократно изменялись в течение жизни. Взгляды на общую теорию эстетики, видение путей и перспектив её развития, а также способы интерпретации искусства модифицировались и дополнялись  в рамках основных тенденций аналитической философии.
Неоспоримо лишь то, что дантовский концепт арт-мира прочно вошёл в историю эстетики второй половины XX века.
Будучи сторонником метода децентрации субъекта искусства, Данто полагал, что границы осмысления художественного образа формируются совокупностью теорий искусства. 
Именно нелокализованные представления арт-сообщества определяют возможности опыта прекрасного.
Множественность теорий искусства, согласно Данто, создаёт условия для более точной оценки арт-объекта. Философ выступает против каталогизации в формулировках и интерпретациях искусства.
Таким образом, арт-мир каждый раз будет являть собой учреждаемую заново совокупность состояний художественного процесса.

## Работы

### Книги
- Nietzsche as Philosopher (1965)
- Analytical Philosophy of Action (1973)
- Jean-Paul Sartre (1975)
- The Transfiguration of the Commonplace (1981)
- Narration and Knowledge (1985) — Including earlier book Analytical Philosophy of History (1965)
- Mysticism and Morality: Oriental Thought and Moral Philosophy (1987)
- Connections to the World: The Basic Concepts of Philosophy (1997)
- After the End of Art (1997)
- The Abuse of Beauty (2003)
- «Аналитическая философия истории» (The Analytical Philosophy of History, рус.пер. 2002)
- «Аналитическая философия знания» (The Analytical Philosohy of Knowledge)
- «Мистицизм и мораль: восточная мысль и философия морали» (Mysticism and Morality: Oriental Thought and Moral Philosophy)
- «Преображение банального. Философия искусства» (The Transfiguration of the Commonplace. A Philosophy of Art, 1981)
- «Аналитическая философия действия» (The Analitical Philosophy of Action)
- «Лишение искусства его философских привилегий» (The Philosophical Disenfranchisemeht of Art, 2004)
- Unnatural wonders: essays from the gap between art and life (2005)
- Andy Warhol (2009)
- What art is (2013)

### Эссе
- The State of the Art (1987)
- Encounters and Reflections: Art in the Historical Present (1990)
- Beyond the Brillo Box: The Visual Arts in Post-Historical Perspective (1992)
- Playing With the Edge: The Photographic Achievement of Robert Mapplethorpe (1995)
- The Wake of Art: Criticism, Philosophy, and the Ends of Taste (1998)
- The Madonna of the Future: Essays in a Pluralistic Art World (2000)
- Philosophizing Art: Selected Essays (2001)
- The Body/Body Problem: Selected Essays (2001)

## Издания на русском языке
- Данто, А. Аналитическая философия истории / Пер. с англ. А. Л. Никифорова, О. В. Гавришиной под ред. Л. Б. Макеевой. — М: Идея-Пресс, 2002. — 292 с. — (Унив. б-ка; Исслед. по аналит. философии). ISBN 5-7333-0050-7 — часть 1, часть 2, часть 3 (PDF)
- Данто, А. Ницше как философ — М.: Идея-Пресс, 2001.
- Данто А. С. Что такое искусство? / Пер. с англ. Е. Е. Курова. — М.: Ad Marginem, 2018. 168 с. ISBN 978-5-91103-397-2 (Отрывок шестой главы)